# Mundagodu, Arkalgud
Mundagodu là một làng thuộc tehsil Arkalgud, huyện Hassan, bang Karnataka, Ấn Độ.